# غنبدان (سفالغران)
غنبدان (بالفارسية: گنبدان) هي قرية تقع في إيران في قسم سفالغران الريفي. يقدر عدد سكانها بـ 1,233 نسمة .